# Manantial Rosales
Manantial Rosales es un barrio comodorense del departamento Escalante, en la provincia del Chubut.
Está localizado en la «Zona Norte» del aglomerado de Comodoro Rivadavia, perteneciendo al municipio homónimo. Aunque nació como consecuencia de la instalación de la compañía petrolera Anglo Persian y luego de la Compañía Ferrocarrilera de Petróleo; fue alcanzado a posteriori por la expansión de Comodoro. Hoy en día se lo trata solo como a un barrio de la ciudad petrolera, no obstante su tratamiento es especial por estar distanciado del centro del aglomerado urbano comodorense.

## Historia
La localidad nació a principio del siglo XX como consecuencia de la instalación de la compañía petrolera Anglo Persian y luego de la Compañía Ferrocarrilera de Petróleo hoy Petroquímica Comodoro Rivadavia. En 1948 pasó a ser una dependencia estatal.
La localidad era un punto crucial porque permitía abastecer con sus manantiales a las varias localidades, en especial a Comodoro. Con el tiempo Manantiales Behr, junto a las localidades de Escalante y Manantial Rosales pudieron saciar la sed comodorense con sus abundantes aguas encausadas en diferentes acueductos. Posteriormente, el abastecimiento comenzó a  tornarse insuficiente a mitad de la década de 1950 ante la rápida crecida poblacional comodorense y tuvo que ser suplementado con la construcción del Acueducto Jorge Carstens en los años 1960.

## Población
Contó con 4052 habitantes (Indec, 2001), integra el aglomerado urbano de la ciudad de Comodoro Rivadavia - Rada Tilly.
| Gráfica de evolución demográfica de Manantial Rosales entre 1991 y 2010 |
|                                                                         |
| Fuente: Censos nacionales del INDEC                                     |

## Descripción
Se halla en la zona noroeste del ejedido comodorense, donde se sitúan a corta distancia de Sarmiento, Güemes y Laprida, este último ante la gran proximidad que tiene con este barrio, pone en jaque la independencia como barrio; dado que se encuentra a pocas cuadras de distancia, siendo habitual su confusión a favor de Laprida.
La zona sobre la que se asienta es rica en hidrocarburos. Estos fueron explotado en gran magnitud a mediados del siglo pasado y en el presente continúan su producción.
Con el crecimiento de la ciudad en la última década proliferaron en sus alrededores asentamientos ilegales que instalaron viviendas en tierras públicas. en 2017 la municipalidad desmanteló una de ellas.

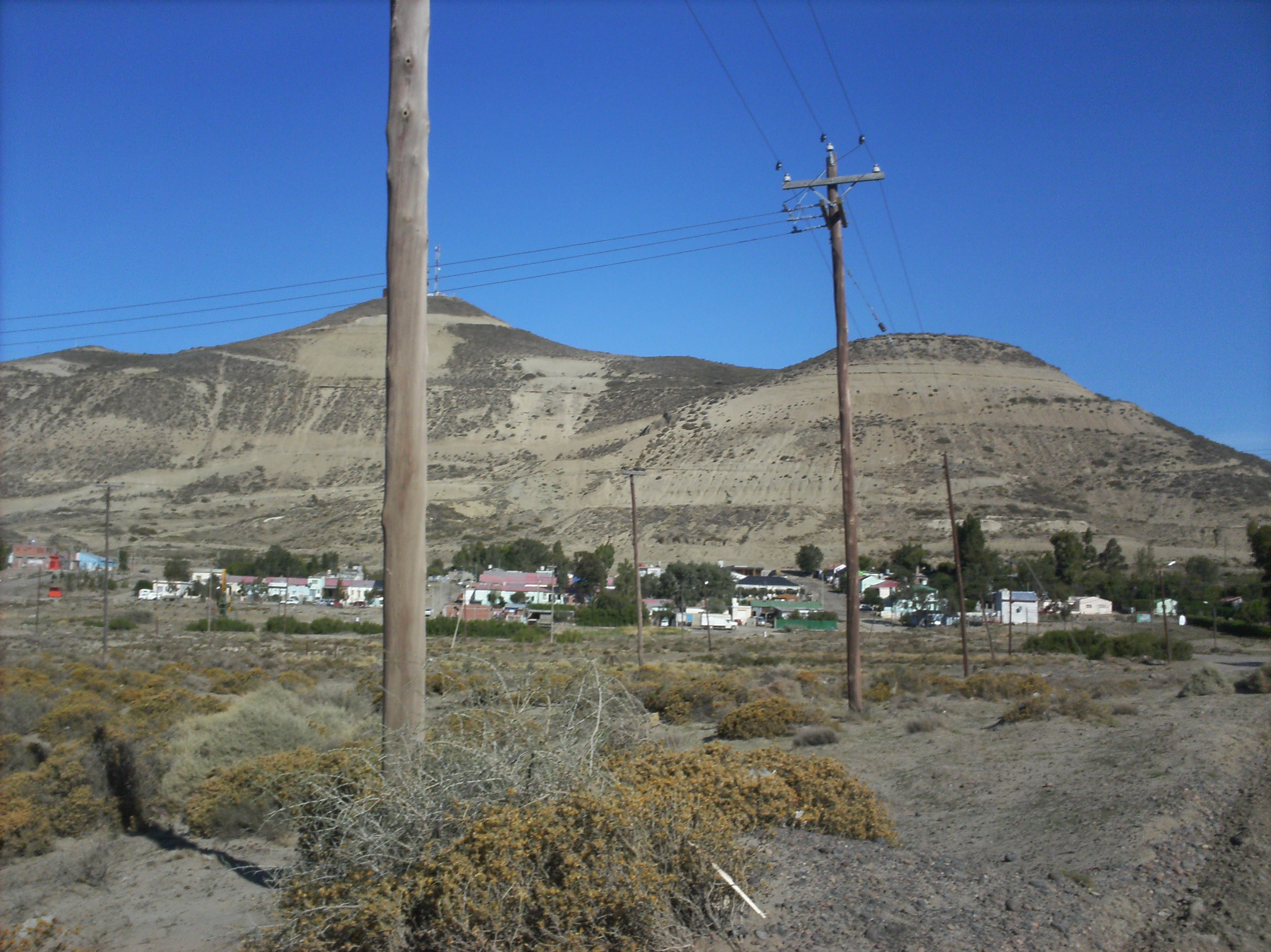
El barrio petrolero desde la perspectiva norte, denotando su geografía especial.